# Travailleur de corridor
 (décembre 2012).
Le travail de corridor, que l'on peut voir comme une forme de travail de milieu, est apparu depuis peu au Québec. Il désigne une intervention spécifique dans une école, généralement secondaire, parfois collégiale,. Ce service s'adresse principalement aux élèves de 12 à 17 ans en difficultés d'apprentissage et de comportement, qui s'impliquent peu dans les activités proposées à l'école. Ces jeunes sont à risque de consommation de drogues et certains, en crise d'identité, s'identifient à des gangs provoquant violence, taxage et autres.

## Rôle
Les travailleurs de corridor aident les jeunes isolés, ceux qui n'ont pas d'amis, qui sont timides et vulnérables à s'intégrer à l'école. Ils peuvent aussi apporter du soutien à tous les jeunes de l'école.
Les lieux d'intervention se limitent aux corridors et à la cour extérieure de l'école.
Tout en établissant des liens de confiance, les travailleurs de corridor informent et sensibilisent les jeunes aux problèmes scolaires et sociaux. En les accompagnant dans différentes activités, ils leur démontrent qu'ils sont importants et qu'il n'est pas nécessaire de recourir à la drogue ou à l'alcool pour s'affirmer ou pour fuir quelque chose. Ils amènent également les jeunes à s'entraider afin de demeurer hors du circuit de la violence.
Trois moyens d'intervention sont utilisés pour venir en aide aux jeunes en milieu scolaire :
- L'intervention directe : Dans les corridors et dans la cour extérieure de l'école, elle permet aux jeunes de se confier à un intervenant qui les écoute et les supporte.
- La prévention : Elle permet au travailleur de corridor d'être un modèle positif, d'orienter positivement ou d'empêcher certains comportements. 
- L'intervention indirecte : Les personnes ressourcées en travail de corridor s'attardent aux causes liées aux problèmes les plus fréquemment rencontrés par les élèves et leur permettent de trouver des solutions à leurs problèmes.

## Objectifs
Le travail de corridor vise à améliorer les conditions de vie des élèves et à favoriser leur réussite scolaire en leur offrant un service disponible et accessible. Par le biais de cette ressource, le travail de corridor permet aux autres acteurs à l'intérieur de l'école de connaître le point de vue et le vécu des élèves.
De façon spécifique, les objectifs sont d'amener les jeunes à s'extérioriser, à organiser ou à participer à certaines activités, de leur offrir des alternatives à la consommation de stupéfiants, de les inciter à adopter des comportements socialement acceptables et de les référer à des services spécialisés si nécessaire.